# 베로니카 보케테
베로니카 보케테 히아단스(스페인어: Verónica Boquete Giadans, 1987년 4월 9일 ~ )는 베로 보케테(스페인어: Vero Boquete)라는 이름으로 알려져 있는 스페인의 여자 축구 선수이다. 현재 미국 내셔널 위민스 사커 리그의 유타 로열스 FC 소속이며 포지션으로는 공격수 외에 공격형 미드필더로도 뛸 수 있다.

## 클럽 경력
베로니카 보케테는 2004년에 갈리시아 지방을 연고로 하는 유소년 축구 클럽인 SD 수벤투 아기뇨(SD Xuventú Aguiño)에서 선수 생활을 시작했으며 2005년에는 트란스포르테스 알카이네(Transportes Alcaine, 현재의 사라고사 CFF)에 입단하면서 프리메라 디비시온 페메니나에 데뷔하게 된다. 2008년부터 2010년까지 RCD 에스파뇰 소속으로 활약하던 동안에 2차례의 코파 데 라 레이나 우승을 경험했다.
2010년에는 미국 USL W리그 소속 클럽인 버펄로 플래시(현재의 웨스턴 뉴욕 플래시), 미국 여자 프로 축구 소속 클럽인 시카고 레드 스타스 소속으로 활동했다. 2010년 여름에 RCD 에스파뇰로 복귀했으며 2010-11 프리메라 디비시온 페메니나 시즌에서 39골을 기록하여 리그 득점왕을 차지하는 영예를 안았다. 2011년에는 미국 여자 프로 축구 소속 클럽인 필라델피아 인디펜던스로 이적했다. 2011 시즌에서는 필라델피아 인디펜던스의 미국 여자 프로 축구 준우승에 기여했고 해당 시즌에서 MVP에 선정되는 영예를 안았다.
2011 미국 여자 프로 축구 시즌이 종료된 이후에는 UEFA 여자 챔피언스리그 출전권을 획득한 러시아의 쳄피오나트 로시 포 푸트볼루 스레디 젠신 소속 여자 축구 클럽인 FC 에네르기야 보로네시로 이적했다. 2012년 1월에는 스웨덴 다말스벤스칸 소속 클럽인 튀레쇠 FF와 2년 계약을 체결했고 2012 시즌에서는 튀레쇠 FF의 사상 첫 다말스벤스칸 우승에 기여했다.
2014년 4월 7일에는 내셔널 위민스 사커 리그 드래프트 과정을 통해 포틀랜드 손스로 이적했고 2014 내셔널 위민스 사커 리그 시즌에서 이 주의 선수상을 3번 수상했다. 2014년 8월 25일에는 독일 프라우엔-분데스리가 소속 클럽인 1. FFC 프랑크푸르트로 이적했다. 2015년 5월 27일에는 바이에른 뮌헨과 2년 계약을 체결했지만 시즌 진행 도중에 일어난 부상의 여파로 인해 중도 하차했고 2016년에 프랑스 디비지옹 1 페미닌 소속 클럽인 파리 생제르맹으로 이적하게 된다.
2018년에는 중국 여자 슈퍼리그 소속 여자 축구 클럽인 베이징 베이쿵 펑황과 1년 계약을 체결했고 2019년 1월 4일에는 미국 내셔널 위민스 사커 리그 소속 클럽인 유타 로열스 FC로 이적했다.

## 국가대표 경력
베로니카 보케테는 2004년 UEFA U-19 여자 축구 선수권 대회에서 스페인의 우승에 기여했으며 태국에서 개최된 2004년 FIFA U-19 세계 여자 축구 선수권 대회에 참가했다. 2005년 2월에 열린 네덜란드와의 친선 경기에 처음 출전하면서 스페인 여자 축구 국가대표팀 선수로 발탁되었는데 스페인은 해당 경기에서 0-0 무승부를 기록했다.
베로니카 보케테는 2012년 10월에 열린 스코틀랜드와의 UEFA 여자 유로 2013 예선 플레이오프 2차전 경기에서 연장 후반전 추가 시간 2분에 나온 결승골을 기록하면서 스페인의 3-2 역전승에 기여했다. 스코틀랜드와의 1차전 경기에서 1-1 무승부를 기록했던 스페인은 스코틀랜드에 1·2차전 합계 4-3 승리를 기록하면서 UEFA 여자 유로 2013 본선에 진출했고 베로니카 보케테 또한 UEFA 여자 유로 2013 본선에 참가한 스페인 여자 축구 국가대표팀의 주장을 맡게 된다. 베로니카 보케테는 잉글랜드와의 조별 예선 경기에서 1골, 러시아와의 조별 예선 경기에서 1골을 기록하면서 스페인의 8강 진출에 기여하게 된다.
베로니카 보케테는 캐나다에서 개최된 2015년 FIFA 여자 월드컵 본선에 참가한 스페인 여자 축구 국가대표팀의 주장을 맡았는데 이 대회는 스페인 여자 축구 국가대표팀 역사상 최초로 참가한 FIFA 여자 월드컵 대회이기도 하다. 베로니카 보케테는 대한민국과의 조별 예선 3차전 경기에서 선제골을 기록했지만 스페인은 해당 경기에서 1-2 역전패를 기록했고 해당 대회의 조별 예선에서 1무 2패로 탈락하고 만다.
베로니카 보케테는 2015년 FIFA 여자 월드컵에 참가한 스페인 여자 축구 국가대표팀이 기록한 저조한 성적에 불만을 가졌고 대표팀에서 뛰고 있던 동료 선수들과 함께 스페인 여자 축구 국가대표팀의 감독을 맡고 있던 이그나시오 케레다(Ignacio Quereda)를 강하게 비판하게 된다. 이 사건의 여파로 인해 이그나시오 케레다는 스페인 여자 축구 국가대표팀 감독에서 물러나게 된다.
이그나시오 케레다의 뒤를 이어 스페인 여자 축구 국가대표팀의 감독으로 임명된 호르헤 빌다(Jorge Vilda)는 UEFA 여자 유로 2017 본선에 참가한 스페인 여자 축구 국가대표팀 명단에서 베로니카 보케테를 제외시켰고 이를 계기로 베로니카 보케테는 스페인 여자 축구 국가대표팀에서 은퇴하게 된다.

## 사생활
베로니카 보케테는 2013년 6월에 스페인의 여자 축구 선수로는 처음으로 출판된 자서전인 《베로 보케테, 왕의 스포츠의 공주》(Vero Boquete, la princesa del deporte rey)를 출간했다. 이 책은 스페인의 스포츠 신문인 《마르카》에서 근무하던 다비드 메나요(David Menayo)가 대필작가를 맡았다. 2018년 11월 8일에는 베로니카 보케테의 고향인 산티아고데콤포스텔라 시청이 산티아고데콤포스텔라에 위치한 다목적 경기장을 에스타디오 베로 보케테 데 산 라사로(Estadio Vero Boquete de San Lázaro)로 명명했다.
2013년에는 온라인 청원 사이트인 Change.org에 비디오 게임 제작사인 일렉트로닉 아츠를 상대로 FIFA 시리즈에 여자 축구 선수를 등장시켜달라는 내용이 담긴 청원을 올렸으며 하루에 20,000명이 참가하는 성과를 기록했다. 일렉트로닉 아츠는 2015년 5월에 FIFA 시리즈 역사상 여자 축구 선수가 등장한 비디오 게임인 《FIFA 16》을 출시했다. 《FIFA 16》에는 베로니카 보케테의 모국인 스페인 이외에 나머지 11개국 여자 축구 국가대표팀(오스트레일리아, 브라질, 캐나다, 중국, 잉글랜드, 프랑스, 독일, 이탈리아, 멕시코, 스웨덴, 미국)이 등장한다.

## 수상

### 클럽
RCD 에스파뇰
- 코파 데 라 레이나 2회 우승 (2009, 2010)

튀레쇠 FF
- 다말스벤스칸 1회 우승 (2012)

1. FFC 프랑크푸르트
- UEFA 여자 챔피언스리그 1회 우승 (2014-15)

바이에른 뮌헨
- 프라우엔-분데스리가 1회 우승 (2015-16)

### 국가대표
- 2004년 UEFA U-19 여자 축구 선수권 대회 우승
- 2017년 알가르브컵 우승

### 개인
- UEFA 여자 유로 2013 올스타 팀 선정